# Menhir de la Grée à Midi
Le menhir de la Grée à Midi est un menhir situé à Sion-les-Mines, dans le département de la Loire-Atlantique.

## Description
À l'origine le menhir appartenait à un groupe de quatre pierres en quartz situé près du moulin de la Grée à Midi. Toutes les pierres étaient couchées au sol. En 1853, la quatrième pierre, la plus à l'est, fut transportée et redressée dans l'angle sud-ouest du monument édifié en l'honneur de la Vierge, à un peu moins de 3 km au nord-est, au bord de la D1 reliant Sion-les-Mines à Lusanger. Le menhir, en forme de poire mais taillé en pointe au sommet, mesure 2,50 m de hauteur pour une largeur de 2 m à la base et une épaisseur de 1,50 m.
Le monument est classé au titre des monuments historiques en 1929.